# Südzucker

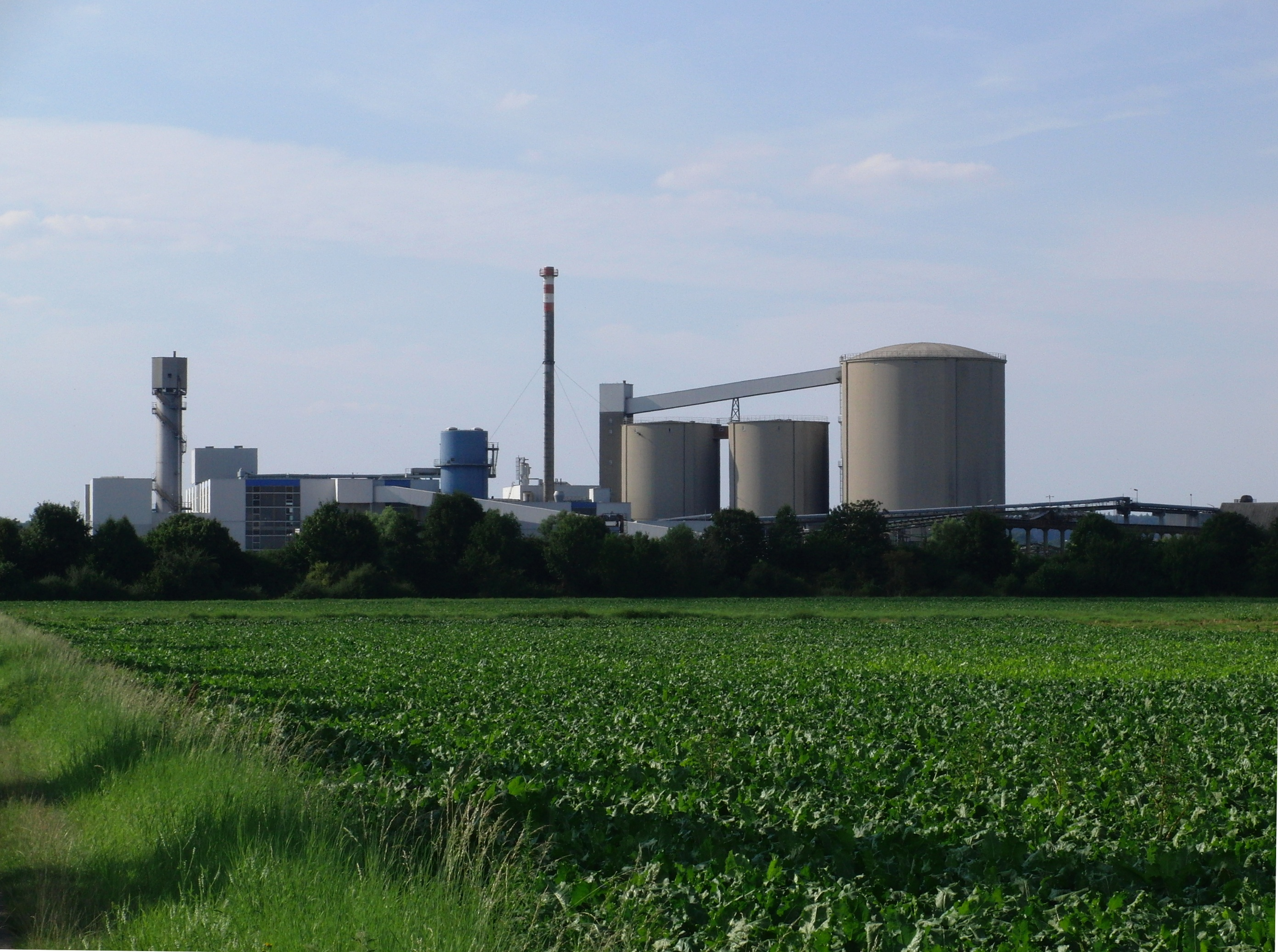
Fabrică Südzucker în Germania

Südzucker AG a fost fondată în 1837. În prezent este cel mai mare producător european de zahăr și alți carbohidrați (zaharoză, fructoză). Sediul central este situat în Mannheim, Germania. Corporația deține 50 de fabrici, care sunt situate în Austria, Belgia, Germania, Polonia, Republica Cehă, Slovacia, România, Ungaria și Republica Moldova. Corporația are 17.500 de angajați (2012).